# Geaca
Geaca es una comuna de Rumania, en el distrito de Cluj. Su población en el censo de 2002 era de 1.759 habitantes.
- Datos: Q12724796
- Multimedia: Geaca, Cluj / Q12724796

1. ↑  Worldpostalcodes.org,código postal n.º 407300.